# Isabela Souza
Isabela Soares de Souza (Belo Horizonte, 13 gennaio 1998) è una cantante, attrice e modella brasiliana, conosciuta per aver interpretato i ruoli di Brida e Bia rispettivamente nelle serie Disney Juacas - I ragazzi del surf e Bia.

## Biografia
Nata a Belo Horizonte nello stato del Minas Gerais in Brasile, Isabela a 14 anni ha deciso di intraprendere una carriera nel teatro. È apparsa per la prima volta in televisione nel 2017, dopo essere stata scelta per interpretare il ruolo di Brida nella serie Juacas - I ragazzi del surf, co-prodotta da Disney Channel Brasile e Disney Channel Latinoamerica. Prima di cominciare a girare la serie, ha dovuto trascorrere circa un mese a Florianópolis per imparare le basi del surf.
Nel 2018 è stata scelta per interpretare Bia, protagonista dell'omonima telenovela argentina, in onda dal 24 giugno 2019. Per girare la serie Isabela si è dovuta trasferire a Buenos Aires e ha dovuto imparare la lingua spagnola.
Nel 2019 ha cantato Callar e Ninguém Me Cala, rispettivamente la versione in spagnolo latinoamericano e portoghese brasiliano di Speechless, canzone tratta dalla colonna sonora di Aladdin.
Nel 2020 ha collaborato con il cantante Lasso nella canzone Vamos A Mi Ritmo. Nel 2021 ha collaborato con VV nelle canzoni Anyone (cover) e Cliché.

## Filmografia

### Televisione
- Juacas - I ragazzi del surf - serie TV (2018)
- Bia - telenovela (2019-in corso)

## Discografia

### Colonne sonore
- 2019 – Aladdin (colonna sonora latinoamericana e brasiliana)
- 2019 – Así yo soy
- 2019 – Si Vuelvo A Nacer
- 2020 – Grita
- 2021 – Bia: Un mundo al revés

### Singoli
- 2018 – Minha vez (da "Elena di Avalor")

### Collaborazioni
- 2020 – Vamos A Mi Ritmo (Lasso ft. Isabela Souza)
- 2021 – Anyone (Isabela Souza ft. VV)
- 2021 – Cliché (VV ft. Isabela Souza)

## Doppiatrici italiane
Nelle versioni in italiano, Isabela Souza è stata doppiata da:
- Lucrezia Marricchi in Bia
- Elisa Contestabile in Juacas - I ragazzi del surf